# Melecta luctuosa
Melecta luctuosa  (лат.) — вид пчёл-кукушек рода из трибы Melectini семейства Apidae. Россия (включая Сибирь и Дальний Восток). Казахстан. Западная и Средняя Азия. Европа.
Длина 11—15 мм. Тело чёрного цвета с белым опушением. У самок 2—4-й тергит брюшка с белыми волосяными пятнами по бокам. Клептопаразиты пчёл рода Anthophora (Anthophora aestivalis, A. retusa, A. plagiata и Anthophora crinipes). Маргинальная ячейка короче, чем первые две субмаргинальные ячейки. Как и другие пчёлы-кукушки не обладают приспособлениями для опыления и сбора пыльцы (нет корзиночек на ногах, модифицированных волосков на теле и т. д.).
Последний членик лапок (на котором расположены коготки) сильно вздутый. 1-я радиомедиальная ячейка значительно больше 3-й. Базальная жилка переднего крыла почти прямая, или слабо изогнутая. 2-я радиомедиальная ячейка значительно меньше 3-й. Одно поколение в год (унивольтинный вид). Летают с апреля по июнь. На цветах растений семейств Lamiaceae и Boraginaceae.